# MICAL1
MICAL1‏ (Microtubule associated monooxygenase, calponin and LIM domain containing 1) هوَ بروتين يُشَفر بواسطة جين MICAL1 في الإنسان.

## التفاعل
لقد ثبت أن MICAL1 يتفاعل مع NEDD9 وRAB1A.